# كريبانط هامشي
كريبانط هامشي (الاسم العلمي:Cryptanthus marginatus) هو نوع من النباتات يتبع جنس الكريبانط من الفصيلة البروميلية.